# Giusy Ferreri
Giuseppina Gaetana Ferreri, més coneguda com a Giusy Ferreri (Palerm, Sicília, 17 d'abril de 1979) és una cantautora italiana. Es féu famosa el 2008 quan va participar en la primera edició del programa italià X Factor malgrat acabar en segona posició. Durant la seva carrera ha guanyat diversos premis, entre els quals un Premio Videoclip Italiano, un Premio Lunezia, un Sanremo Hit Award, dos Venice Music Awards, cinc Wind Music Awards i també el premi internacional European Border Breakers Awards.
Giusy ha aconseguit vendre més de 1.360.000 discos, situant-se així entre els artistes italians debutants més exitosos contemporàniament. Per la seva veu greu molt característica se la compara sovint amb Nina Simone, Bessie Smith o l'anglesa Amy Winehouse.

## Discografia
- Gaetana (2008)
- Fotografie (2009)
- Il mio universo (2011)
- L'attesa (2014)
- Girotondo (2017)
- Cortometraggi (2022)